# 利布拉蒙-舍维尼
利布拉蒙-舍维尼（法語：Libramont-Chevigny，法語發音：[libʁamɔ̃ ʃəviɲi]）是比利时瓦隆大区盧森堡省讷沙托区的一个市镇，通行法语，是比利时法语社群的一部分，面积177.86平方千米，人口11,186人（2018年1月1日）。